# Castillo de Kaminoyama
El castillo de Kaminoyama (上山城, Kaminoyama-jō) fue un castillo japonés de tipo hirayama sito en el centro de la ciudad de Kaminoyama, en la parte oriental de la Prefectura de Yamagata, Japón. Durante el periodo Edo, el castillo de Kaminoyama fue la sede de los daimios del Dominio de Kaminoyama. El castillo era también conocido como "Tsukoka-jō" (月岡城).

## Historia
El primer castillo ubicado en este emplazamiento data del periodo Muromachi temprano, cuando la región estaba bajo el control del clan Tendō, pero el clan Tendō fue derrotado por Date Tanemune y perdió el castillo, recuperándolo cuando murió Tanemune.
Tras vencer en 1528 al clan Koyanagawa, Takenaga Yoshitada, un vasallo del clan Mogami. se hizo con la zona y planeó la edificación de un castillo, cuya construcción inició en 1535. El castillo de Kaminoyama estaba situado estratégicamente en el extremo meridional de los territorios controlados por el clan Mogami y podía desempeñar tanto funciones defensivas como ofensivas frente a los clanes vecinos Date y Uesugi. En los años por venir esta circunstancia haría que el área fue disputada entre los clanes Mogami y Date, y haría que el castillo cambiara de manos muchas veces.
Tras el establecimiento del shogunato Tokugawa, el clan Mogami fue despojado de sus posesiones y se creó un nuevo dominio de 40,000 koku, el Dominio de Kaminoyama. Posteriormente, el castillo y el Dominio de Kaminoyama serían gobernados por diversos clanes, frecuentemente durante apenas una o dos generaciones, y sus rentas fueron reducidas con frecuencia. Durante el gobierno del clan Toki se construyó una torre del homenaje, pero ésta fue destruida por orden del shogunato cuando el clan fue transferido en 1692. En 1697, el castillo fue puesto en manos de la rama Fujii del clan Matsudaira, la cual continuó gobernando el Dominio de Kaminoyama hasta la restauración Meiji.

### El castillo hoy
Cuando los dominios feudales fueron abolidos el año 1871, el Dominio de Kaminoyama se convirtió en la prefectura de Kaminoyama y, al poco, sería integrada en la prefectura de Yamagata. En 1872, los terrenos del castillo fueron vendidos al gobierno y se convirtieron en un parque.
En 1982 se erigió en el área del segundo recinto una torre de hormigón imitando una estereotipada torre del homenaje del periodo Edo para que sirviera como atracción turística y museo de historia local.